# فلادان ليبوفينا
فلادان ليبوفينا مواليد 7 مارس 1993 في ستنيي، الجبل الأسود، هو لاعب كرة يد مونتينيغري يلعب كظهير أيمن. مثل منتخب الجبل الأسود لكرة اليد.

## سجل المنافسة
شارك في البطولات التالية:
- بطولة أوروبا لكرة اليد للرجال 2014
- بطولة أوروبا لكرة اليد للرجال 2016

## روابط خارجية
- فلادان ليبوفينا على موقع الاتحاد الأوروبي لكرة اليد (الإنجليزية)